# Grant Parish
Das Grant Parish (frz.: Paroisse de Grant) ist ein Parish im Bundesstaat Louisiana der Vereinigten Staaten. Im Jahr 2020 hatte das Parish 22.169 Einwohner und eine Bevölkerungsdichte von 13,3 Einwohner pro Quadratkilometer. Der Verwaltungssitz (Parish Seat) ist Colfax, benannt nach dem Vize-Präsidenten Schuyler Colfax.

## Geographie
Das Parish liegt im mittleren Norden von Louisiana, ist im Osten und Westen jeweils etwa 100 km von Mississippi und Texas entfernt und hat eine Fläche von 1721 Quadratkilometern, wovon 50 Quadratkilometer Wasserfläche sind. Es grenzt an folgende Parishes:
|                     | Winn Parish    |                 |
| Natchitoches Parish |                | La Salle Parish |
|                     | Rapides Parish |                 |

## Geschichte

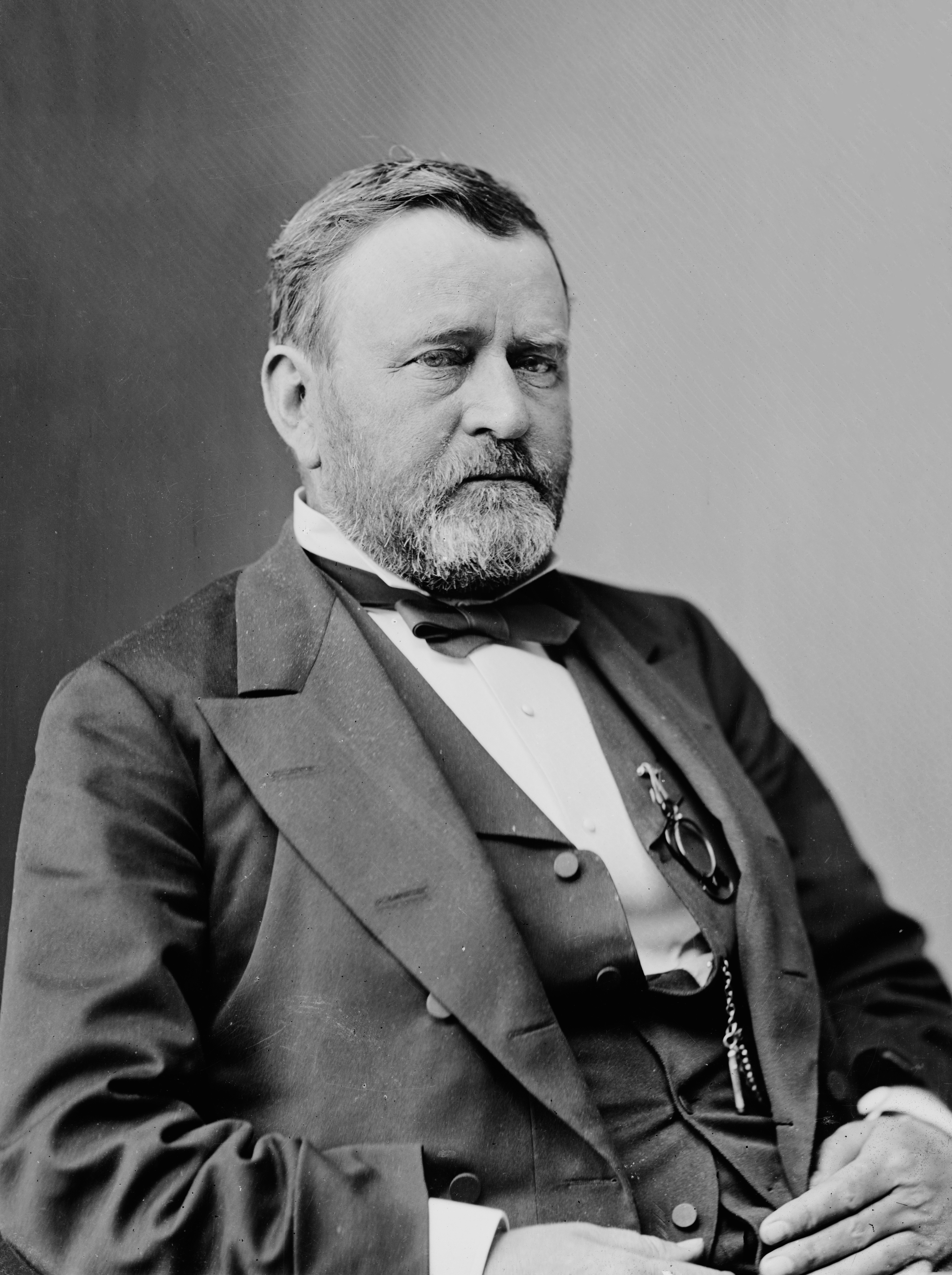
Ulysses S. Grant

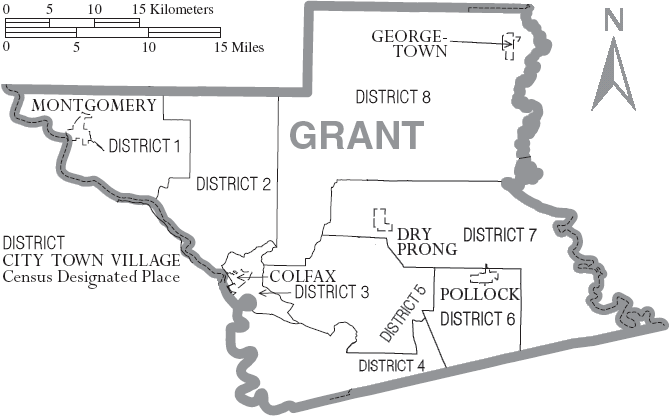
Karte des Grant Parishes

Grant Parish wurde 1869 aus Teilen des Rapides Parish und des Winn Parish gebildet. Benannt wurde es nach dem US-Präsidenten Ulysses S. Grant.
Vier Gebäude des Parish sind im National Register of Historic Places eingetragen (Stand 4. November 2017).

## Demografische Daten

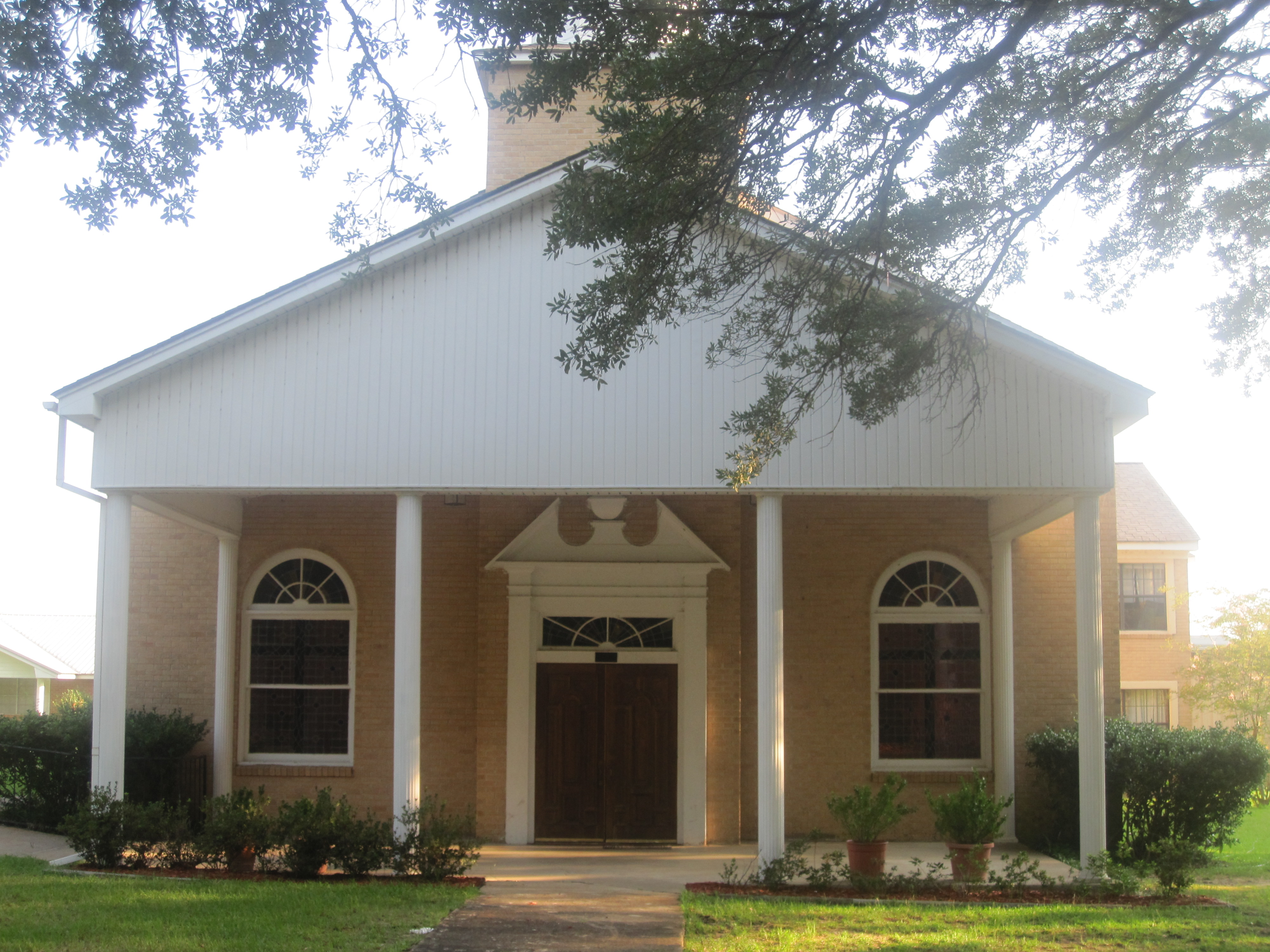
First Baptist Church

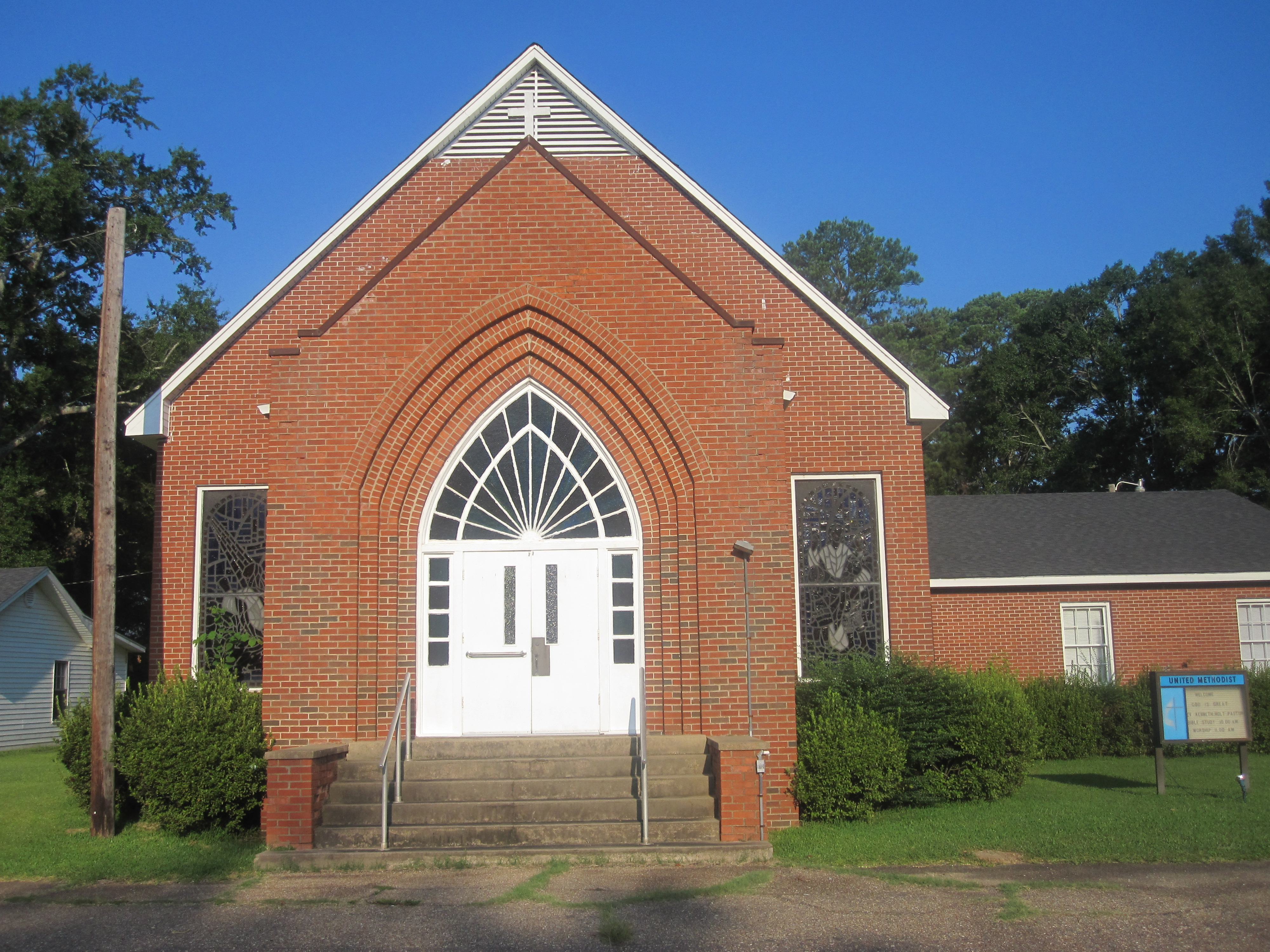
First United Methodist Church

Nach der Volkszählung im Jahr 2000 lebten im Grant Parish 18.698 Menschen in 7.073 Haushalten und 5.276 Familien. Die Bevölkerungsdichte betrug 11 Einwohner pro Quadratkilometer. Ethnisch betrachtet setzte sich die Bevölkerung zusammen aus 85,43 Prozent Weißen, 11,88 Prozent Afroamerikanern, 0,89 Prozent amerikanischen Ureinwohnern, 0,14 Prozent Asiaten, 0,03 Prozent Bewohnern aus dem pazifischen Inselraum und 0,36 Prozent aus anderen ethnischen Gruppen; 1,28 Prozent stammten von zwei oder mehr Ethnien ab. 1,14 Prozent der Bevölkerung waren spanischer oder lateinamerikanischer Abstammung, die verschiedenen der genannten Gruppen angehörten.
Von den 7.073 Haushalten hatten 36,5 Prozent Kinder und Jugendliche unter 18 Jahre, die bei ihnen lebten. 57,2 Prozent waren verheiratete, zusammenlebende Paare, 12,9 Prozent waren allein erziehende Mütter, 25,4 Prozent waren keine Familien, 22,6 Prozent waren Singlehaushalte und in 10,1 Prozent lebten Menschen im Alter von 65 Jahren oder darüber. Die Durchschnittshaushaltsgröße betrug 2,61 und die durchschnittliche Familiengröße lag bei 3,06 Personen.
Auf das gesamte Parish bezogen setzte sich die Bevölkerung zusammen aus 28,3 Prozent Einwohnern unter 18 Jahren, 7,9 Prozent zwischen 18 und 24 Jahren, 28,1 Prozent zwischen 25 und 44 Jahren, 23,0 Prozent zwischen 45 und 64 Jahren und 12,7 Prozent waren 65 Jahre alt oder darüber. Das Durchschnittsalter betrug 36 Jahre. Auf 100 weibliche kamen statistisch 96,1 männliche Personen. Auf 100 Frauen im Alter von 18 Jahren oder darüber kamen 93,0 Männer.
Das jährliche Durchschnittseinkommen eines Haushalts betrug 29.622 USD, das Durchschnittseinkommen der Familien betrug 34.878 USD. Männer hatten ein Durchschnittseinkommen von 31.235 USD, Frauen 20.470 USD. Das Prokopfeinkommen betrug 14.410 USD. 16,9 Prozent der Familien 21,5 Prozent der Bevölkerung lebten unterhalb der Armutsgrenze. Davon waren 27,3 Prozent Kinder oder Jugendliche unter 18 Jahre und 16,2 Prozent waren Menschen über 65 Jahre.

## Städte und Gemeinden
| - Aloha - Antonia - Bagdad - Bentley - Breezy Hill - Campground | - Colfax - Crews - Dry Prong - Fairmont - Fishville - Fletcher | - Georgetown - Hall - Hargis - Jowers - Kadesh - McNeely | - Montgomery - Mount Zion - Mudville - Nantatchie - New Hope - New Salem | - New Verda - Odra - Patch Leg - Pecan Acres - Pollock - Prospect | - Rock - Rock Hill - Selma - Shell Point - Simms - Three Bridges | - Union Grove - Union Hill - Verda - Wheeling |